# Pontificale (libro)
Il Pontificale è un libro liturgico della Chiesa cattolica contenente istruzioni per il rituale di celebrazioni tenute da parte di un vescovo cattolico. Come completamento contiene anche il Caeremoniale episcoporum.

## Storia
Il Pontificale del Rito romano si sviluppò gradualmente fra il V e il XIII secolo in gran parte al di fuori della città di Roma. Non esisteva il Pontificale bensì furono composti, nel corso della storia della Chiesa, numerosi pontificali.
Nei pontificali storici si trovano indicazioni per i culti più semplici fino a quelli più solenni, oltre ad altre cerimonie del servizio divino per il vescovo. Tra di esse si trovano: formulazione di voti, consacrazioni virginali, accoglimento nel clero mediante tonsura, nomine di ostiari, accoliti, lettori, esorcisti, suddiaconi, diaconi, presbiteri e vescovi, di abati, di badesse, consacrazioni di chiese, conventi, di re (intronazioni), di olii santi, etc.
Molti pontificali antichi sono splendidamente illustrati e oggi sono oggetti preziosi di antiquariato.

### Pontificale Romanum
Fondamento dei pontificali è il Pontificale Romano-Germanicum (alias Ottonisches Pontifikale), redatto tra il 950 e il 962 nell'Abbazia di Sant'Albano presso Magonza.
Portato a Roma, venne qui snellito, semplificato e adattato al Pontificale Romanum saec. XII con diverse stesure. Per le esigenze della curia pontificia nel 1210, sotto papa Innocenzo III, venne assemblato un Pontificale Romanae Curiae saec. XIII, che si diffuse immediatamente.
Poiché esso teneva conto delle esigenze dei vescovi diocesani solo parzialmente, il vescovo di Mende Guglielmo Durante, rielaborò un proprio Pontificale nel 1295, dapprima per soddisfare le sue esigenze e poi anche per personale ambizione. Per la sua completezza e praticità d'uso fu tosto adottato da altri vescovi (oltre al Pontificale di Curia esso fu adottato anche nella curia pontificia di Avignone). Con il rientro dei papi a Roma, nel 1378, esso ebbe successo anche a Roma e scalzò del tutto quello utilizzato colà fino ad allora. Così esso divenne il modello di tutti i Pontificali romani fino alla Riforma liturgica seguita al Concilio Vaticano II.
La prima edizione a stampa di un Pontificale avvenne sotto papa Innocenzo VIII nel 1485 da parte del vescovo Agostino Patrizi Piccolomini. Sulla sua ristampa del 1520 si fondò la prima riedizione post-tridentina del Pontificale Romanum voluta nel 1595 da papa Clemente VIII. Essa è composta da tre libri: il primo contiene le norme liturgiche per l'Ordinazione e la Benedizione delle persone, il secondo quelle per la benedizione delle cose e il terzo descrive le funzioni episcopali più importanti, che sono collegate all'Anno liturgico. I libri I e III rimasero invariati fino al Concilio Vaticano II (per l'Editio typica emendata del 1961/62 furono liberamente cancellate alcune formule liturgiche ormai in disuso quali, ad esempio, quella dell'intronazione regale).
Il II libro, ancor prima della riforma liturgica, fu fatto modificare e semplificare da papa Giovanni XXIII e da papa Paolo VI.
Per quanto riguarda il suo uso in Oriente, soprattutto da parte della Chiesa cattolica siro-malabarese e di quella siro-malankarese, il Pontificale fu tradotto dal latino in lingua siriaca. Noti manoscritti sono: 
Vat. sir. 89 dal 1529, Vat. sir. 66 vdal 1545, Vat. sir. 186, XVIII sec., Vat. sir. 600 dal 1782, Vat. sir. 512 dal 1905.

## IlPontificale Romanumai nostri giorni
Oggi il Pontificale Romanum, diviso in più volumi, è stabilito come vincolante per la liturgia vescovile del Sacramenti e per varie festività. Fondamentalmente è ogni edizione latina originale usata per il servizio divino tradotta nelle rispettive lingue locali.
- Pontificale I, prima edizione 1969, attuale versione 1994: De Ordinatione Episcopi, Presbyterorum et Diaconorum, Ordinatione dei vescovi, dei Presbiteri e dei diaconi
- Pontificale II,  1970, versione attuale 1994:
  - Ordo benedictionis Abbatis et Abbatissae, benedizione degli Abati e delle Badesse
  - Ordo consecrationis virginum, la consacrazione virginale
- Pontificale III, Prima edizione 1972, attuale versione  1994: De institutione Lectorum et Acolythorum, de admissione inter candidatos ad Diaconatum et Presbyteratum, gli incarichi ai Lettori e agli Accoliti, l'accettazione tra i candidati al diaconato e al sacerdozio
- Pontificale IV:
  - Prima edizione 1977, attuale versione 1994: Ordo dedicationis ecclesiae et altaris, la consacrazione della chiesa e quella dell'altare
  - prima edizione 1983, attuale versione 1994: Ordo benedicendi oleum catechumenorum et infirmorum et conficiendi chrisma, la benedizione dell'Olio dei catecumeni e quello degli infermi, così come la consacrazione del Crisma.

Con il motu proprio Summorum Pontificum del 2007, con cui papa Benedetto XVI ha riportato in auge e liberalizzato la forma antica del rito romano come "forma straordinaria" dello stesso rito romano, è stata confermata a tutti i vescovi la possibilità di utilizzare anche il Pontificale Romano in vigore nel 1962, con cui è possibile amministrare tutti i sacramenti compreso quello dell'ordine sacro.